# Briconville
Briconville est une commune française située dans le département d'Eure-et-Loir en région Centre-Val de Loire.
Ses habitants sont appelés les Briconvillois.

## Géographie

### Situation

Situation géographique
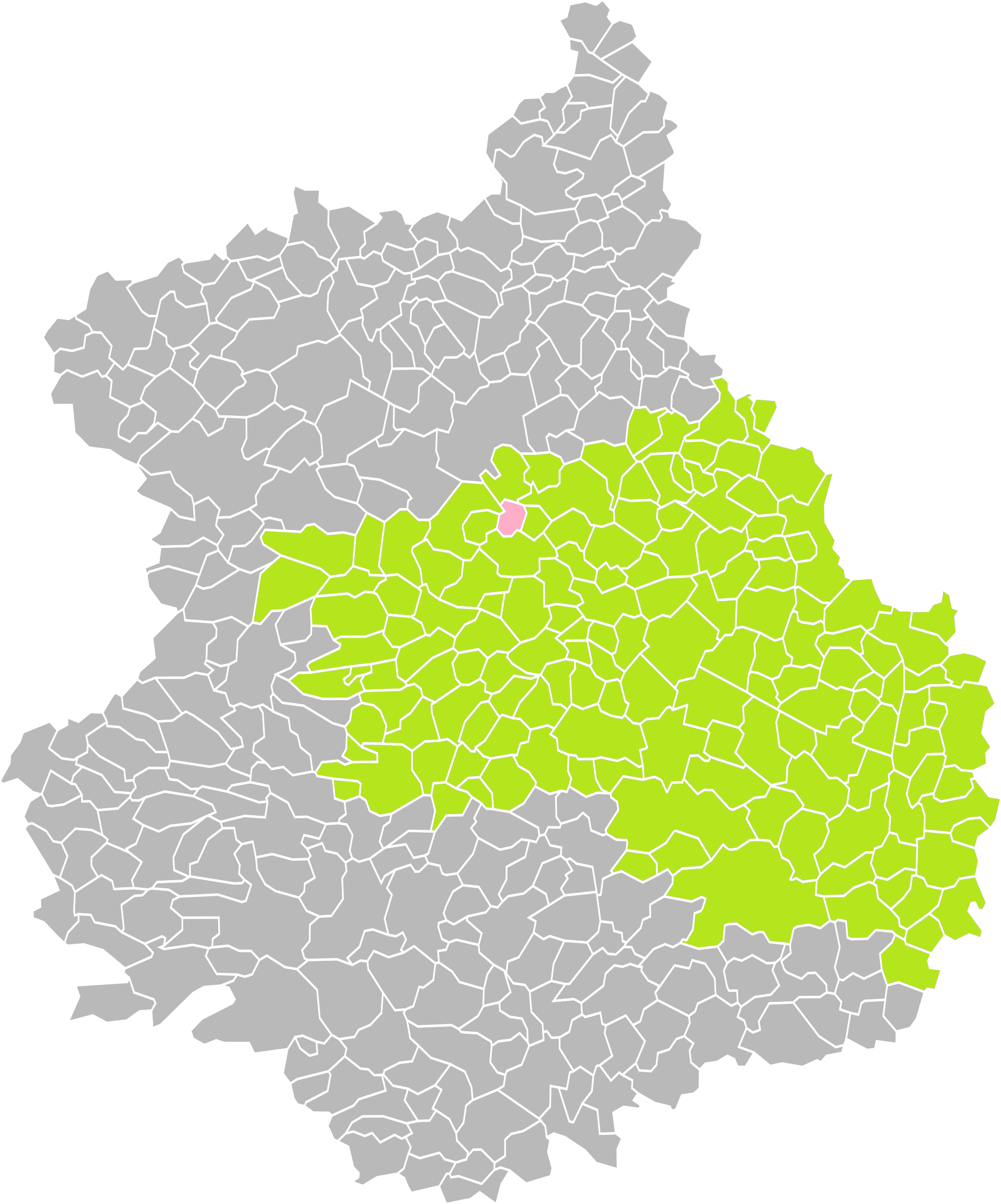
Briconville dans son arrondissement.
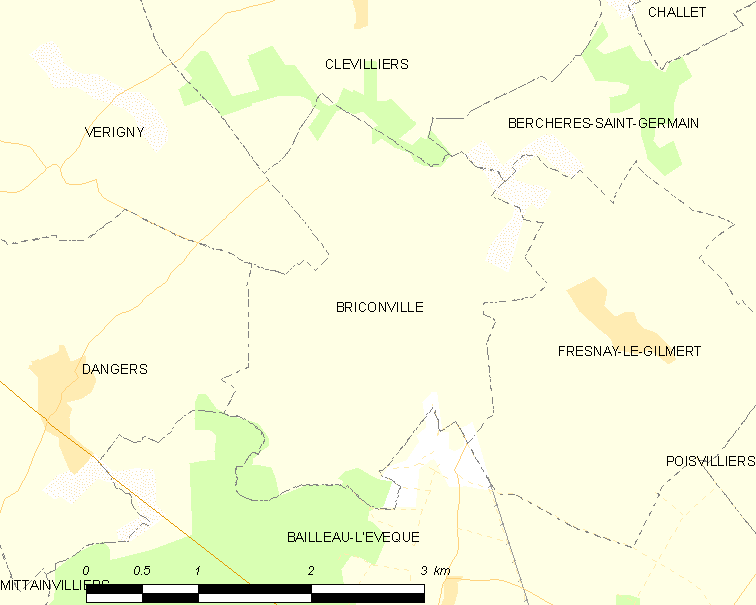
Carte de la commune de Briconville.

### Communes limitrophes
| Mittainvilliers-Vérigny | Clévilliers       | Berchères-Saint-Germain |
| Dangers                 | Briconville       | Fresnay-le-Gilmert      |
|                         | Bailleau-l'Évêque |                         |

### Climat
Pour des articles plus généraux, voir Climat du Centre-Val de Loire et Climat d'Eure-et-Loir.
En 2010, le climat de la commune est de type climat océanique dégradé des plaines du Centre et du Nord, selon une étude du CNRS s'appuyant sur une série de données couvrant la période 1971-2000. En 2020, Météo-France publie une typologie des climats de la France métropolitaine dans laquelle la commune est exposée à un climat océanique altéré et est dans la région climatique Sud-ouest du bassin Parisien, caractérisée par une faible pluviométrie, notamment au printemps (120 à 150 mm) et un hiver froid (3,5 °C).
Pour la période 1971-2000, la température annuelle moyenne est de 10,5 °C, avec une amplitude thermique annuelle de 14,7 °C. Le cumul annuel moyen de précipitations est de 662 mm, avec 10,9 jours de précipitations en janvier et 7,8 jours en juillet. Pour la période 1991-2020, la température moyenne annuelle observée sur la station météorologique de Météo-France la plus proche, « Chartres », sur la commune de Champhol à 11 km à vol d'oiseau, est de 11,4 °C et le cumul annuel moyen de précipitations est de 606,1 mm,. Pour l'avenir, les paramètres climatiques de la commune estimés pour 2050 selon différents scénarios d'émission de gaz à effet de serre sont consultables sur un site dédié publié par Météo-France en novembre 2022.

## Urbanisme

### Typologie
Au 1er janvier 2024, Briconville est catégorisée commune rurale à habitat dispersé, selon la nouvelle grille communale de densité à 7 niveaux définie par l'Insee en 2022.
Elle est située hors unité urbaine. Par ailleurs la commune fait partie de l'aire d'attraction de Chartres, dont elle est une commune de la couronne,. Cette aire, qui regroupe 117 communes, est catégorisée dans les aires de 50 000 à moins de 200 000 habitants,.

### Occupation des sols
L'occupation des sols de la commune, telle qu'elle ressort de la base de données européenne d’occupation biophysique des sols Corine Land Cover (CLC), est marquée par l'importance des territoires agricoles (95,3 % en 2018), une proportion identique à celle de 1990 (95,3 %). La répartition détaillée en 2018 est la suivante : 
terres arables (91,9 %), forêts (4,7 %), zones agricoles hétérogènes (3,4 %). L'évolution de l’occupation des sols de la commune et de ses infrastructures peut être observée sur les différentes représentations cartographiques du territoire : la carte de Cassini (XVIIIe siècle), la carte d'état-major (1820-1866) et les cartes ou photos aériennes de l'IGN pour la période actuelle (1950 à aujourd'hui).

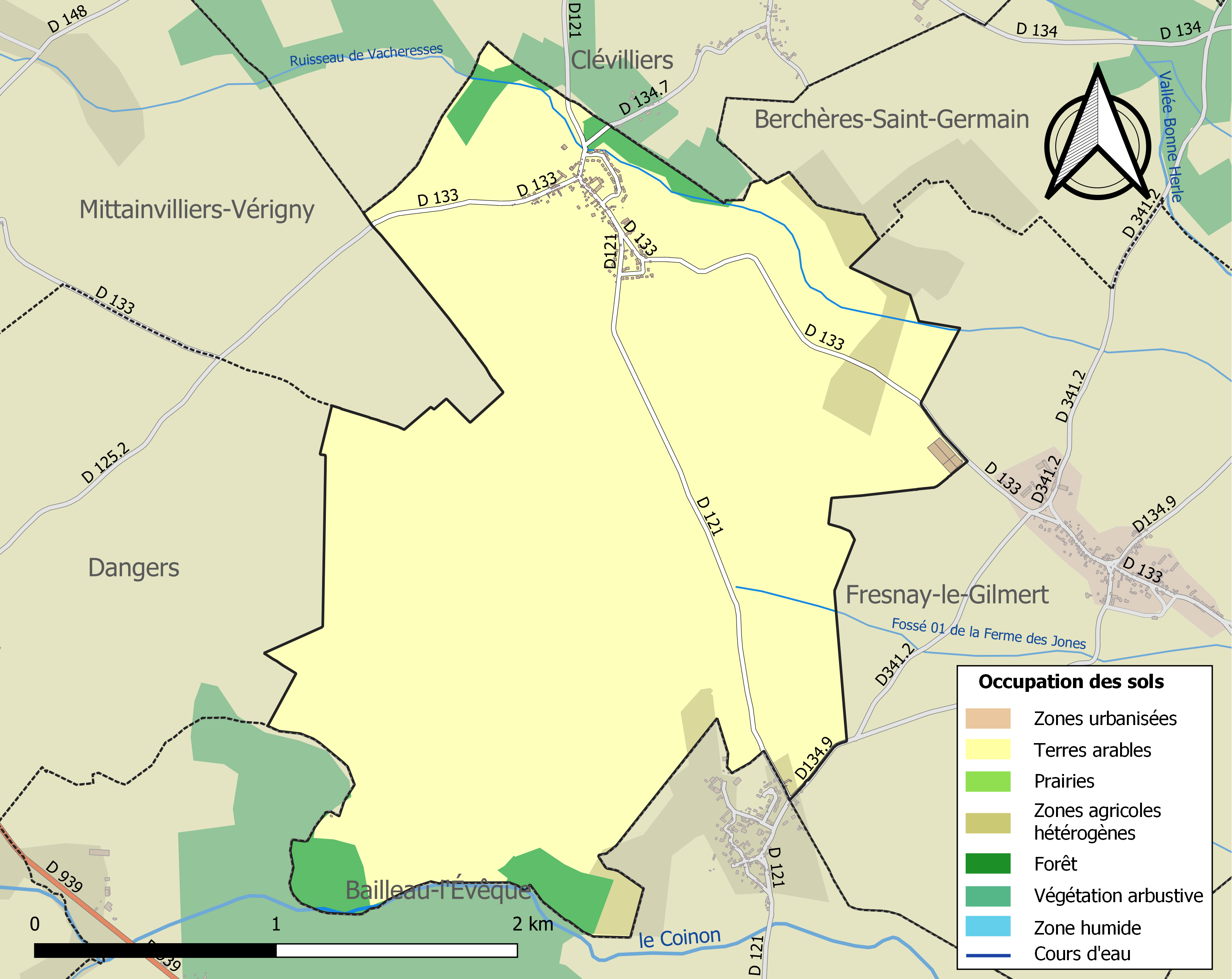
Carte des infrastructures et de l'occupation des sols de la commune en 2018 (CLC).

### Risques majeurs
Le territoire de la commune de Briconville est vulnérable à différents aléas naturels : météorologiques (tempête, orage, neige, grand froid, canicule ou sécheresse), inondationset séisme (sismicité très faible). Il est également exposé à un risque technologique, le transport de matières dangereuses. Un site publié par le BRGM permet d'évaluer simplement et rapidement les risques d'un bien localisé soit par son adresse soit par le numéro de sa parcelle.

#### Risques naturels
Certaines parties du territoire communal sont susceptibles d’être affectées par le risque d’inondation par débordement de cours d'eau, notamment le Coinon. La commune a été reconnue en état de catastrophe naturelle au titre des dommages causés par les inondations et coulées de boue survenues en 1999,.

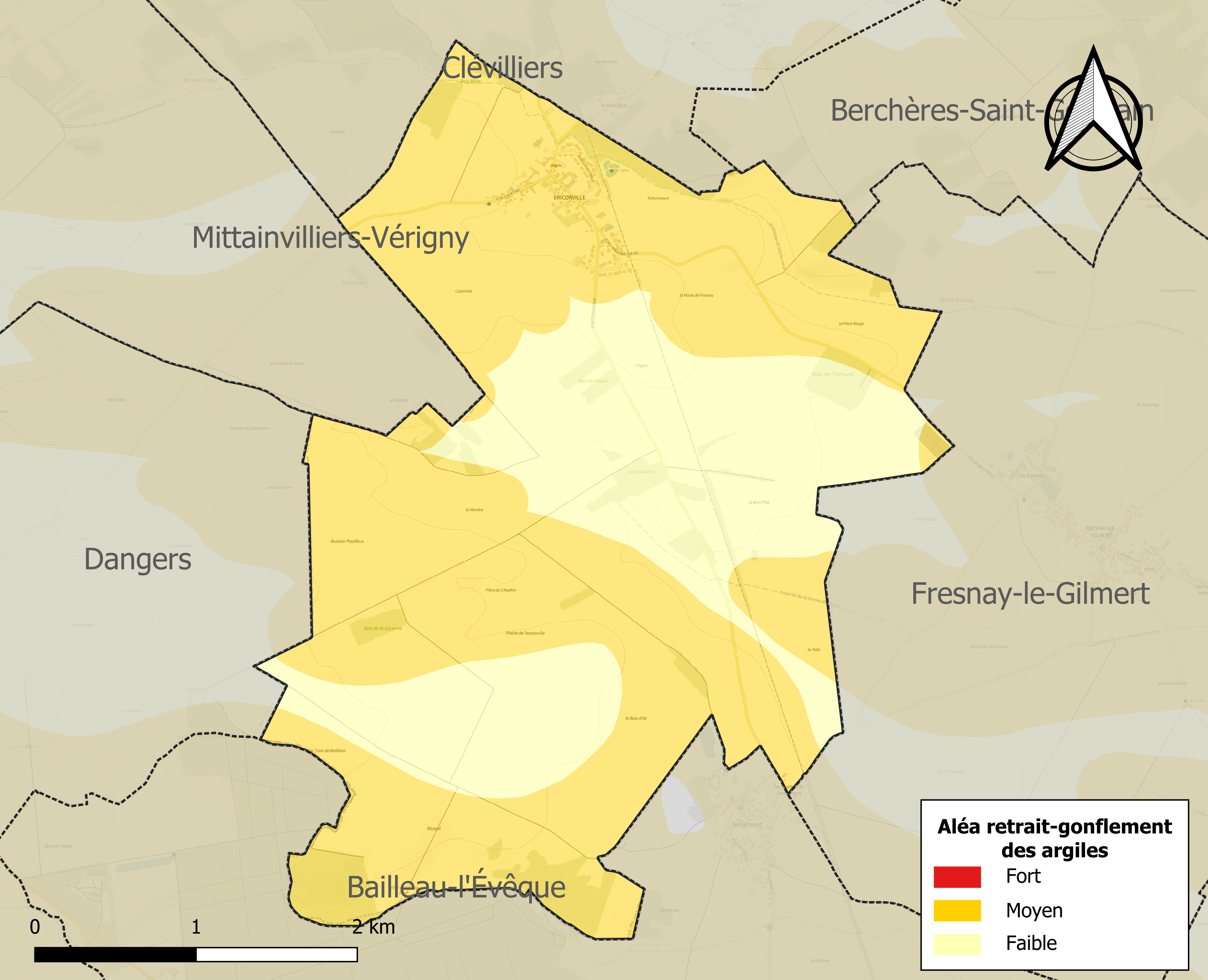
Carte des zones d'aléa retrait-gonflement des sols argileux de Briconville.

Le retrait-gonflement des sols argileux est susceptible d'engendrer des dommages importants aux bâtiments en cas d’alternance de périodes de sécheresse et de pluie. 67,4 % de la superficie communale est en aléa moyen ou fort (52,8 % au niveau départemental et 48,5 % au niveau national). Sur les 90 bâtiments dénombrés sur la commune en 2019, 90 sont en aléa moyen ou fort, soit 100 %, à comparer aux 70 % au niveau départemental et 54 % au niveau national. Une cartographie de l'exposition du territoire national au retrait gonflement des sols argileux est disponible sur le site du BRGM,.
Concernant les mouvements de terrains, la commune a été reconnue en état de catastrophe naturelle au titre des dommages causés par des mouvements de terrain en 1999.

#### Risques technologiques
Le risque de transport de matières dangereuses sur la commune est lié à sa traversée par des infrastructures routières ou ferroviaires importantes ou la présence d'une canalisation de transport d'hydrocarbures. Un accident se produisant sur de telles infrastructures est en effet susceptible d’avoir des effets graves au bâti ou aux personnes jusqu’à 350 m, selon la nature du matériau transporté. Des dispositions d’urbanisme peuvent être préconisées en conséquence.

## Toponymie
Le nom de la localité est attesté sous la forme Briconville en 1212.

## Histoire
- De 1873 à 1971, la commune a été desservie par les trains de voyageurs circulant sur la ligne de Chartres à Dreux.

## Politique et administration

### Liste des maires
| Période                                  | Période      | Identité            | Étiquette | Qualité |
| ---------------------------------------- | ------------ | ------------------- | --------- | ------- |
| Les données manquantes sont à compléter. |              |                     |           |         |
| Avant 1988                               | ?            | André Morin         | DVD       |         |
| Mars 2001                                | Mars 2014    | Jean-Louis Philippe | SE        |         |
| Mars 2014                                | Juillet 2020 | Fabrice Gouin       | SE        | Employé |
| Juillet 2020                             | En cours     | Jean-Louis Philippe |           |         |

### Résultats des élections
À l'issue de l'élection présidentielle de 2017, le candidat de la France Insoumise, Jean-Luc Mélenchon, est arrivé en tête du premier tour dans la commune avec 28,13% des suffrages exprimés (36 voix); son deuxième meilleur résultat dans le département. Il devançait de 5 voix Emmanuel Macron et la candidate frontiste Marine Le Pen (ex æquo à 24,22%).
Le second tour s'est quant à lui soldé par la victoire d'Emmanuel Macron (66 voix, soit 61,68% des suffrages exprimés, contre 41 voix et 38,32% des suffrages exprimés pour Marine Le Pen).

## Population et société

### Démographie
L'évolution du nombre d'habitants est connue à travers les recensements de la population effectués dans la commune depuis 1793. Pour les communes de moins de 10 000 habitants, une enquête de recensement portant sur toute la population est réalisée tous les cinq ans, les populations de référence des années intermédiaires étant quant à elles estimées par interpolation ou extrapolation. Pour la commune, le premier recensement exhaustif entrant dans le cadre du nouveau dispositif a été réalisé en 2006.

En 2022, la commune comptait 268 habitants, en évolution de +12,13 % par rapport à 2016 (Eure-et-Loir : −0,23 %, France hors Mayotte : +2,11 %).
| 1793 | 1800 | 1806 | 1821 | 1831 | 1836 | 1841 | 1846 | 1851 |
| ---- | ---- | ---- | ---- | ---- | ---- | ---- | ---- | ---- |
| 109  | 118  | 122  | 149  | 128  | 133  | 110  | 103  | 102  |

| 1856 | 1861 | 1866 | 1872 | 1876 | 1881 | 1886 | 1891 | 1896 |
| ---- | ---- | ---- | ---- | ---- | ---- | ---- | ---- | ---- |
| 101  | 99   | 98   | 87   | 92   | 92   | 106  | 99   | 107  |

| 1901 | 1906 | 1911 | 1921 | 1926 | 1931 | 1936 | 1946 | 1954 |
| ---- | ---- | ---- | ---- | ---- | ---- | ---- | ---- | ---- |
| 94   | 100  | 87   | 100  | 87   | 95   | 86   | 73   | 66   |

| 1962 | 1968 | 1975 | 1982 | 1990 | 1999 | 2006 | 2011 | 2016 |
| ---- | ---- | ---- | ---- | ---- | ---- | ---- | ---- | ---- |
| 59   | 44   | 50   | 78   | 93   | 112  | 113  | 129  | 239  |

| 2021 | 2022 | - | - | - | - | - | - | - |
| ---- | ---- | - | - | - | - | - | - | - |
| 266  | 268  | - | - | - | - | - | - | - |

## Culture locale et patrimoine

### Lieux et monuments

#### Église Saint-Sulpice (détruite)
Briconvilla, vers 1272 (Pouillé de Sens) ; Briconvilla, 1351 (Pouillé de Sens) ; Sanctus Sulpicius des Gueretz, vers 1272 (Pouillé de Sens) ; Briconvilla, alias Sanctus Sulpicius des Gueretz, patronus Archidiaconus Carnotensis, fin XVe s. (Pouillé de Sens) ; Le 9 février 1731, le corps de messire René Du Hamel, vivant curé de cette paroisse, a été inhumé dans le cœur de cette église [de Briconville], âgé d'environ 45 ans, en présence de MM. les curez de Berchères-la-Maingot, Challet, Saint-Germain, Poivillier, Vérigny, Dangers, les vicaires de Clévillier, Fresnay, et autres amis et habitans (Archives Communales de Briconville) ; Le 2e jour d'octobre 1734, a été inhumé dans le chœur de l'église de Saint Sulpice des Guéretz messire Pierre Renoult, curé de Briconville, en présence du curé et du vicaire de Bailleau l'Évêque et de maitre Mathieu Lhermite, vicaire de Clévilliers. Signé : Lebreton ; M. Lhermitte, vicaire ; G. Picard ; Bonnet ; F. Lapérière (Archives Communales de Briconville) ; Cure Saint Sulpice de Briconville, présentateur : le grand archidiacre [de Chartres], 1738 (Pouillé de Chartres) ; L’Ancienne Église, 1811 (Cadastre) ; L’Église, 1931 (Cadastre).
Le pouillé indique 2 paroisses au XIIIe s., réunies dans celui fin XVe s. Jusqu'en 1667, les baptêmes, mariages et sépultures sont indiqués comme faits dans l'église de Saint-Sulpice-des-Guérets ou autrement Briconville. L’église de Briconville reprit le nom du patron de celle des Guérets. D’où l’ambigüité. L’Église Saint-Sulpice des Guérets, chef-lieu de la paroisse, dut se déplacer d’environ 1 km, car elle se trouvait sur le tracé d’un ouvrage annexe de l’aqueduc de Maintenon.
Début 2017, la commune est « réputée sans clochers ».

#### Vestiges du canal inachevé de l'Eure
Une arche permettant au canal de passer sur un ruisseau appelée le Pont Louis XIV 48° 30′ 58″ N, 1° 23′ 26″ E.

Lieux et monuments de Briconville
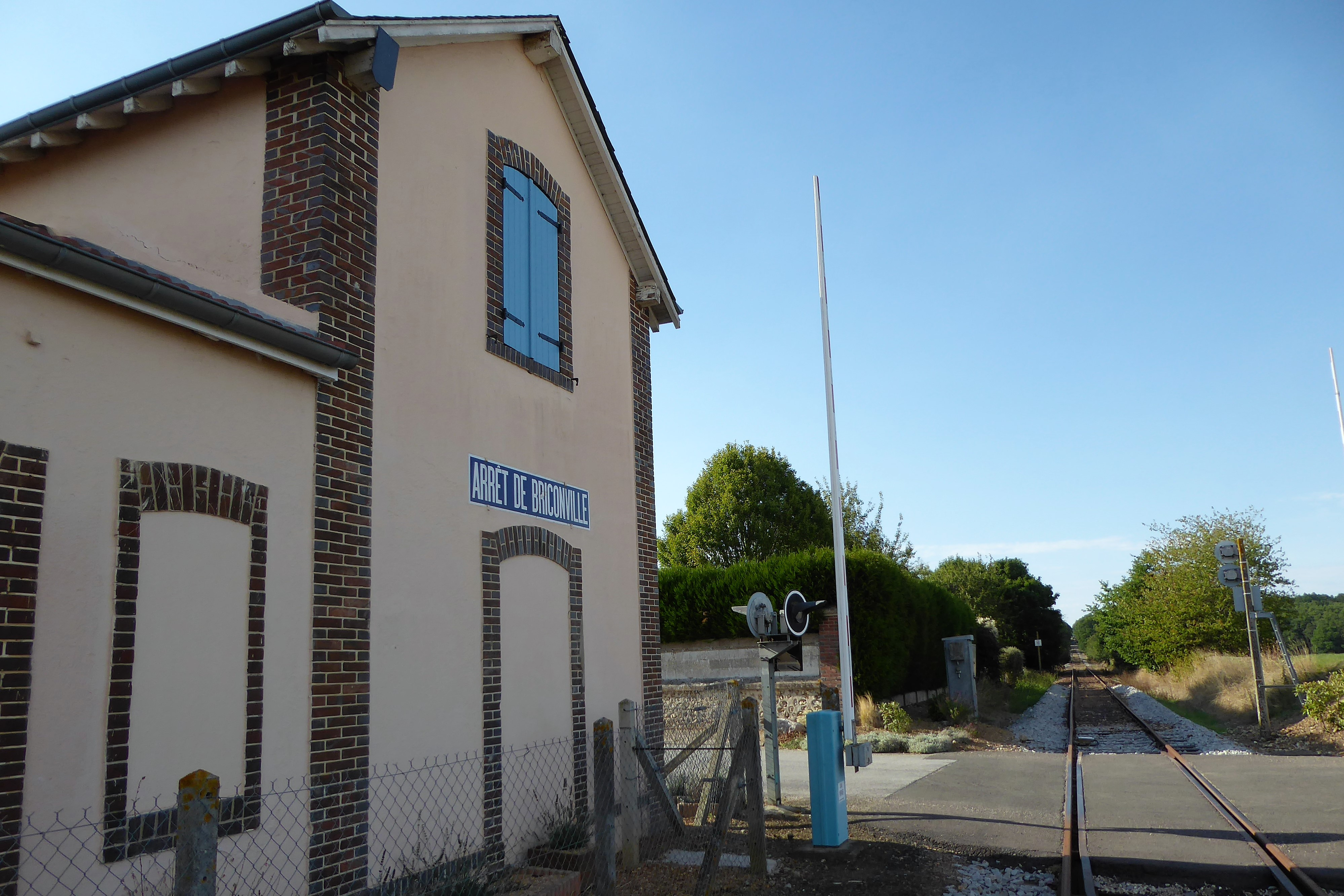
Arrêt de Briconville et passage à niveau n° 15 de la ligne Chartres-Dreux.
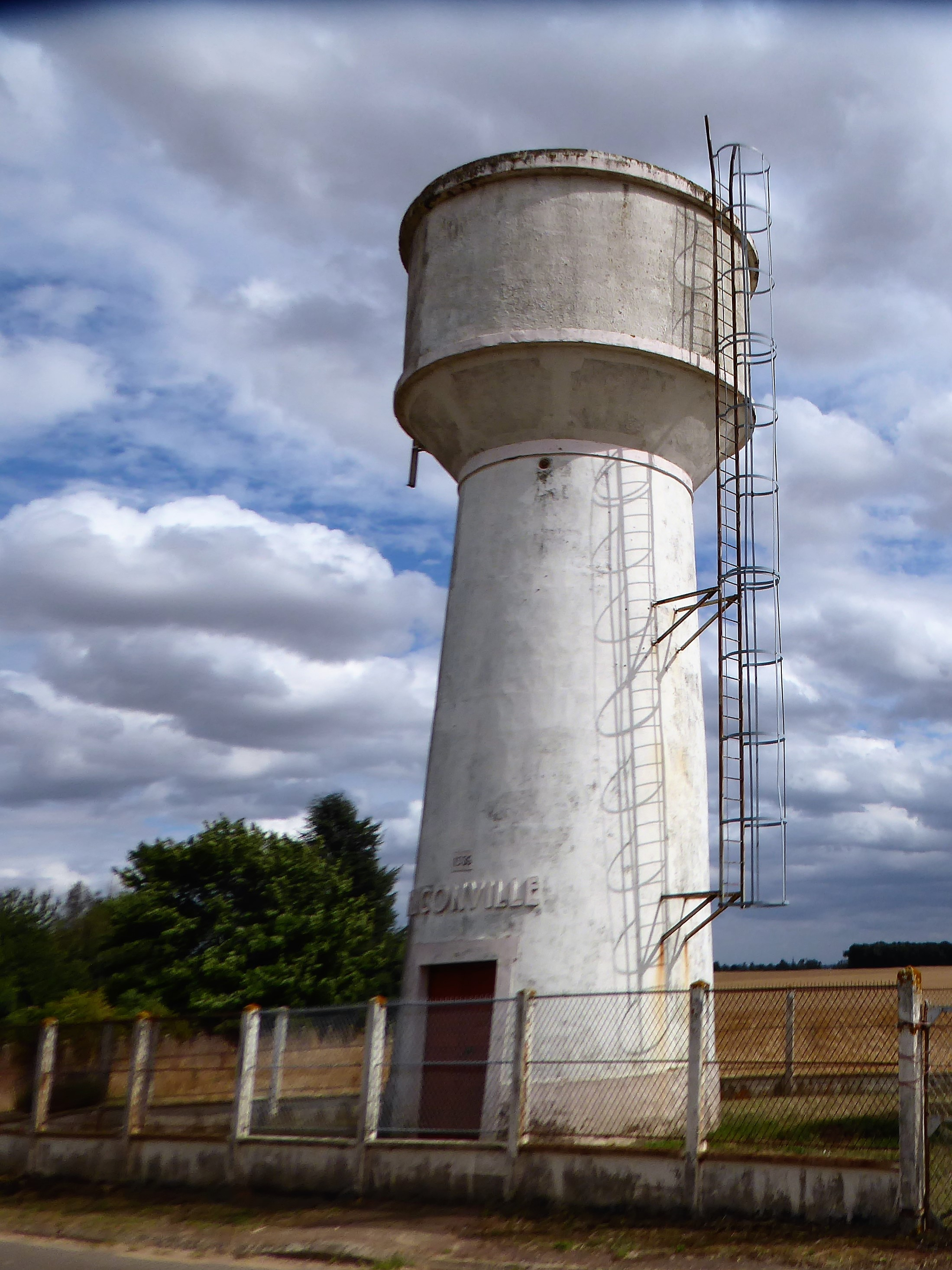
Le château d'eau.

### Héraldique
|  | Les armes de la commune se blasonnent ainsi : d’argent aux trois chevronnels accompagnés de deux croissants en chef et d’une croisette ancrée en pointe, le tout de gueules. |